# Ishii Teiko

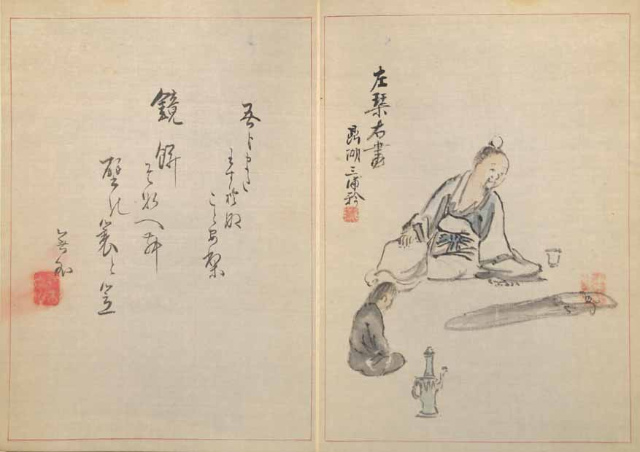
Album-Blätter

Ishii Teiko (japanisch 石井 鼎湖, geboren als Suzuki Shigekata; geboren 1. März 1848 in Edo (Provinz Musashi); gestorben 2. November 1897) war ein japanischer Maler und Holzschnittkünstler.

## Leben und Wirken
Ishii Teiko war der zweite Sohn des Malers Suzuki Gako (鈴木 鵞湖; 1816–1870). 1859 wurde er Pflegesohn des Schiffbauers der Sendai-Domäne Miura Kenja (三浦乾也; 1821–1889), ab 1863 führte er die Familie Ishii fort. Teiko hatte schon als Kind begonnen, unter seinem Vater das Malen zu erlernen. Außerdem lernte er in der Bakumatsu-Zeit Französisch.
1870, nach der Meiji-Restauration, wurde er Mitarbeiter im Finanzministerium, wo er öffentliche Schuldscheine und Banknoten entwarf. Dabei erlernte er unter dem Amerikaner Charles Pollard die Technik der Farblithografie. Er war damit der erste, der in Japan diese Kunst beherrschte. Ishii war im Finanzministerium  bis 1895 beschäftigt.
Bereits 1877 hatte Ishii sich unter Nakamaru Seijūrō (中丸 精十郎; 1840–1895) mit westlicher Malerei beschäftigt. 1889 beteiligte er sich an der Gründung einer Gesellschaft für Kunst, der „Meiji bijutsu-kai“ (明治美術会). Sowohl auf dem Gebiet der traditionellen Malerei als auf dem Gebiet der westlichen Malerei war Ishii Teiko in aller Breite aktiv.
Ishiis ältester Sohn war der Maler Ishii Hakutei, der zweite Sohn war der Bildhauer Ishii Tsuruzō.